# 적도 원칙
적도 원칙(Equator Principles, EPs)은 1,000만 달러 이상의 개발 프로젝트가 환경파괴를 일으키거나 해당 지역 주민들의 인권을 침해할 경우 투자대금을 대지 않겠다는 금융회사들의 자발적 협약이다. 현재 적도 원칙에 참여하는 금융회사는 27개국에 걸쳐 72개 회사로 국제적 프로젝트 파이낸싱 시장에서 70%를 웃도는 비중을 차지하고 있다.

## 같이 보기
- 기업의 사회적 책임